# Tündöklőhal-alakúak
A tündöklőhal-alakúak (Lampridiformes vagy Lampriformes) a csontos halak (Osteichthyes) főosztályának sugarasúszójú halak (Actinopterygii) osztályába tartozó rend.

## Rendszerezés
A rendbe az alábbi családok tartoznak.
- Tündöklőhalfélék (Lamprididae)
- Bóbitásfejűek (Lophotidae)
- Radiicephalidae
- Szíjhalfélék (Regalecidae)
- Stylephoridae
- Kaszahalfélék (Trachipteridae)
- Veliferidae